# 雪鸡属
雪鸡属（学名Tetraogallus），鸡形目雉科的一个属，外形像鹌鹑，但个体较大，是鹑类中最大的，全球共5种，中国有3种分布：藏雪鸡、阿尔泰雪鸡和暗腹雪鸡。
雪鸡是世界上分布最高的鸡类，一般分布3000～6000米，直至雪线以上。在中国西部高山地带常见，当地称为西藏雪鸡或喜马拉雅雪鸡。
雪鸡以植物的茎、根、叶、芽等为食，有时兼吃昆虫和小型无脊椎动物。

## 下属物种
本属包括以下物种：
- 阿尔泰雪鸡 Tetraogallus altaicus (Gebler, 1836)
- 里海角鸡 Tetraogallus caspius (S.G.Gmelin, 1784)
- 高加索雪鸡 Tetraogallus caucasicus (Pallas, 1811)
- 暗腹雪鸡 Tetraogallus himalayensis G.R.Gray, 1843
- 藏雪鸡 Tetraogallus tibetanus Gould, 1854，淡腹雪鸡